# Homokinetische koppeling

Vereenvoudigd model van een homokinetische koppeling met 6 kogels

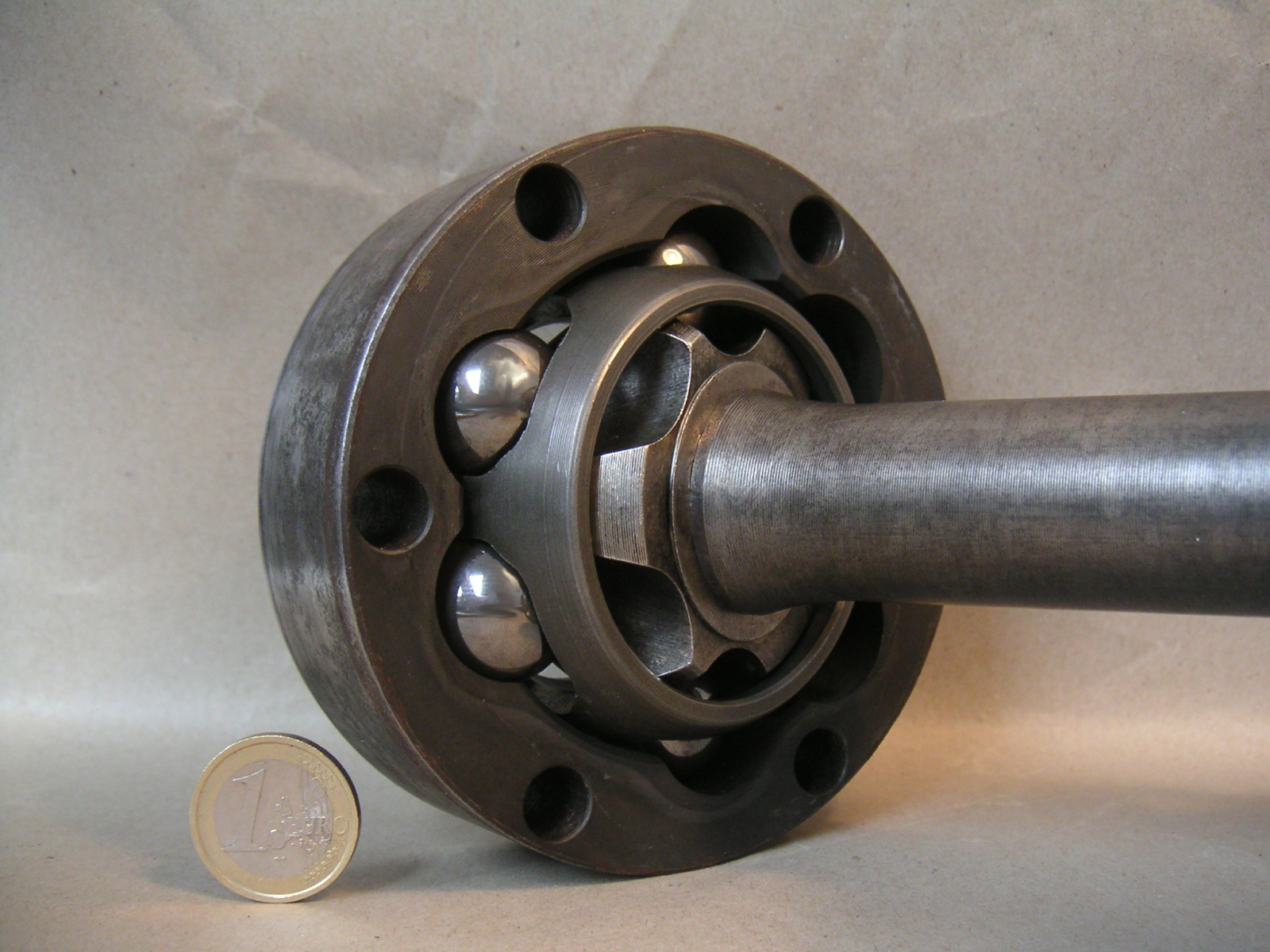
Homokinetische koppeling type LÖBRO VL, met aandrijfas, in iets geknikte stand. Links ernaast staat een euromunt, ter vergelijking.

De homokinetische koppeling – kortweg ook wel homokineet genoemd – is een mechanische askoppeling die als doel heeft de beweging van een roterende aandrijfas door te geven aan een uitgaande as, waarbij de uitgaande as een variabele hoek (de knikhoek) kan maken met de ingaande aandrijfas, terwijl de hoeksnelheden van in- en uitgaande as op ieder moment gelijk zijn.
De koppeling is dus zo gemaakt dat een variabele knikhoek geen invloed heeft op het doorgeven van de hoeksnelheid van de ingaande as. "Homokinetisch" betekent 'een gelijke snelheid hebbend' (in dit geval hoeksnelheid). Het woord homokinetisch is gevormd uit het Griekse ομοιος (homoios) = gelijk, overeenstemmend, en κινεω (kineo) = bewegen. Letterlijk betekent het dus gelijkbewegend, dit in tegenstelling tot een kruiskoppeling. In het Engels heet de koppeling een CV-joint, waarin CV staat voor constant velocity.
De thans gangbare versie, met een bol en een kooi (zie hierna) is in 1928 uitgevonden door Alfred Hans Rzeppa, die als ingenieur werkzaam was bij Ford. Vandaar dat men soms ook spreekt van een Rzeppakoppeling. Er bestaan echter ook andere constructies, waarvan sommige reeds eerder bekend waren, zoals die in de toenmalige DKW F1. De term homokinetische koppeling is dus ruimer dan de Rzeppakoppeling, die wel degelijk een van de eerste constructies was waarmee een homokinetische koppeling werd gerealiseerd.
Meer recent is de Thompsonkoppeling, uitgevonden door Glenn Thompson. Deze is op een andere mechanische constructie gebaseerd. In die zin is het dus van belang om onderscheid te maken tussen de enerzijds homokinetische koppeling als klasse van koppelingen en anderzijds gebruikte mechanische constructies (Rzeppakoppeling, Thompsonkoppeling, ...) die het principe ervan realiseren.
De homokinetische koppeling wordt vooral gebruikt als onderdeel van een knikbare aandrijfas in auto’s.

## Werkingsprincipe
De uitgaande as van de homokinetische koppeling heeft op ieder moment dezelfde hoeksnelheid als de ingaande as. Dit in tegenstelling tot de cardankoppeling, waar bij een constante hoeksnelheid van de ingaande as, de uitgaande as een afwisselend hogere en lagere hoeksnelheid heeft, waarbij deze fluctuaties groter zijn naarmate de knikhoek van de koppeling groter is. De Rzeppakoppeling elimineert dus een aantal problemen die de cardankoppeling heeft.
We bespreken nu meer in detail het exacte mechanische principe dat ten grondslag ligt aan de homokinetische koppeling. We beschouwen daarvoor een ingaande as en een uitgaande as die een stompe knikhoek maakt met de ingaande as. Opdat de ingaande as de rotatie met gelijke snelheid doorgeeft aan de uitgaande as moet het fysische punt waar de rotatie doorgegeven wordt op gelijke loodrechte afstand liggen van beide assen. Dit maakt de rotatiestralen gelijk en bij gelijke hoeksnelheid wordt de absolute hoeksnelheid gelijk.  Opdat dit waar is, moet het punt van doorgave liggen op de deellijn van de knikhoek gemaakt door de ingaande en uitgaande as waarbij de extra voorwaarde geldt dat de lijnen die een gekozen punt verbinden met de assen onder gelijke hoek vertrekken van de deellijn.  Dit betekent, meer eenvoudig gesteld, dat de verbindingslijnen met de rotatie-assen symmetrisch moeten vertrekken uit een punt van de deellijn. Voor een gegeven knikhoek kunnen nu uit het snijpunt van beide assen een oneindig aantal dergelijke deellijnen getrokken worden die elk in hetzelfde vlak liggen (homokinetisch vlak). Het doorgavepunt moet steeds in dit vlak liggen.  Het voorgaande is de geometrische (fysische) basis voor het ontwerp van een homokinetische koppeling.  Maar er is een extra voorwaarde waaraan voldaan moet zijn: men wil immers dat de koppeling werkt bij variabele knikhoek en in dat geval heeft het homokinetisch vlak een variabele ligging die het eigenlijke ontwerp ook moet opvangen.  Bovendien is het interessant de rotatie op meerdere punten tegelijk door te geven omdat dat het aandrijvende koppel verdeelt over meerdere aandrijfpunten.

## Types

### Rzeppakoppeling
De Rzeppakoppeling is uitgevonden door Alfred Hans Rzeppa in de jaren dertig. Rzeppa diende meerdere patent-aanvragen in, maar in het patent van 1934 (verkregen in 1936) staat het basisontwerp dat nu bekend is als de Rzeppakoppeling. Daarna zijn meer patenten aangevraagd voor Rzeppakoppelingen, maar daarbij ging het om kleine verbeteringen die niets substantieels aan het basisontwerp veranderden. In de patent-aanvraag van 1934 is ook te lezen hoe Rzeppa een stap vooruit maakte op zijn vorig ingediende ontwerp en het probleem om de kogellagers altijd in het homokinetisch vlak te krijgen oploste door een essentiële modificatie aan zijn vorig ontwerp. Vaak gebeuren dit soort uitvindingen in kleine stappen, waarbij uiteindelijk het verschil tussen het eerste ontwerp en het definitieve ontwerp een grote sprong vooruit betekent in technologie.
De mechanische constructie van een Rzeppakoppeling bestaat uit drie elementen. De koppeling bestaat uit een buitenbol (buitenlid), een tussenliggende kooi die kogellagers vasthoudt en een binnenbol (binnenlid). Het binnen- en buitenlid zijn beide verbonden met de assen waarvan men de rotatie wil doorgeven. Meestal vormt het buitenlid één geheel met de verbonden as terwijl de binnenbol een aparte component is die vast verbonden is aan de as. Zowel het binnen- en buitenlid hebben gleuven waarin de stalen kogels kunnen bewegen. Meestal gaat het om 6 gleuven. Tijdens het draaien bewegen de kogels zodanig heen en weer in de gleuven dat de middelpunten van de kogels te allen tijde in het homokinetisch vlak liggen, dat gelijke hoeken maakt met de beide assen en loodrecht staat op het vlak door de beide assen (zie de animatie-afbeelding rechtsboven). Het is de uitsnijding van de gleuven in binnen- en buitenlid die maakt dat de kogels steeds in het homokinetisch vlak zullen liggen, ook bij veranderende knikhoek. Het is hier ook dat Rzeppa in het verkregen patent van 1936 de nodige modificatie maakte om het nog resterende probleem in zijn vorige patent op te lossen. In zijn vorig patent waren de uitsnijdingen concentrisch t.o.v. het snijpunt van de assen, zowel in buiten- en binnenlid. Daardoor bleef een vrijheidsgraad over die toeliet dat de kogels niet in het homokinetisch vlak lagen. Door nu te werken op de relatieve uitsnijding van buitenlid tegenover binnenlid verkreeg hij dat bij elke knikhoek de kogels exact in het homokinetisch vlak komen te liggen.

### Thompsonkoppeling
De Thompsonkoppeling is maar heel recent uitgevonden door Glenn Thompson in het begin van de 21e eeuw. Het patent is verkregen in 2008 bij het patentenbureau van de Verenigde Staten (United States Patent and Trademark Office of afgekort USPTO). De Thompsonkoppeling verschilt in mechanische constructie en werking substantieel van de Rzeppa-koppeling, hoewel het geometrisch principe voor de aandrijving exact hetzelfde is. De constructie van de Thompsonkoppeling is eigenlijk die van een dubbele cardankoppeling waarbij beide aparte koppelingen coaxiaal samengebracht zijn. Dit is op zich echter niet voldoende, omdat de effectieve aandrijfpunten in het homokinetisch vlak gebracht moeten worden voor veranderlijke knikhoeken. Dit gebeurt nu door een extra aangebracht lid ('control yoke' in het Engels), dat de dubbele cardankoppeling zodanig coördineert dat de koppeling steeds in het homokinetisch vlak functioneert. Hoewel deze koppeling pas recent is uitgevonden heeft ze een lange voorgeschiedenis. In het patent wordt gerefereerd aan meerdere oudere patenten en zelfs naar een patent uit 1916, een datum circa 20 jaar voor Rzeppa zijn patent zou verkrijgen. Als men deze koppeling zou beschouwen in de context van een enkele cardankoppeling gaat ze zelfs terug tot het ontstaan van de cardankoppeling in de 16e eeuw door Girolamo Cardano. De grootste verdienste van Thompson zit wellicht in het controlemechanisme dat steeds de correcte geometrie voor homokinese garandeert, onafhankelijk van de knikhoek. In eerste preliminaire studies is reeds gebleken dat de Thompsonkoppeling minder warmte produceert dan een Rzeppakoppeling, minder energie verliest en bijgevolg hogere efficiëntie heeft. Ze lijkt ook erg stabiel voor vibraties. Daartegenover staat dat de Rzeppakoppeling compacter is en beter werkt als de assen in elkaars aslijn liggen.

## Toepassingen
Homokinetische koppelingen zijn onmisbaar in een voorwielaangedreven auto. Zij zorgen ervoor dat de wielen met een gelijkmatige hoeksnelheid worden aangedreven, ook bij een grote stuuruitslag (ca. 50° is geen probleem). Als hier een cardanaandrijving zou zijn gebruikt (zoals vroeger bij onder andere de Citroën Traction Avant en de eerste uitvoeringen van de Citroën 2CV), zou bij grote stuuruitslag (bijvoorbeeld bij parkeerbewegingen) de auto schokkerig rijden. Bij een achterwielaangedreven auto hoeft de cardanas slechts een kleine knikhoek te maken vanwege de vering van de achteras. Doordat deze knikhoek klein is, kan hier worden volstaan met een eenvoudiger cardanaandrijving. Bovendien bevat een cardanas meestal twee cardankoppelingen, zodat van de hierdoor driedelige cardanas (het verlengde van) het eerste en het derde deel evenwijdig zijn. Dit levert eveneens een gelijkmatige overbrenging. Sommige achterwielaangedreven auto's hebben echter ook homokinetische koppelingen in de achterassen, zoals de Volkswagen-modellen 1302 en 1303.